# Vernal Fall
Vernal Fall é uma  cachoeira localizada no Parque Nacional de Yosemite, Califórnia.

## Outros nomes
- Nevada Fall
- Peiwayak
- Piwyack
- Yan-o-pah